# Opresja społeczna

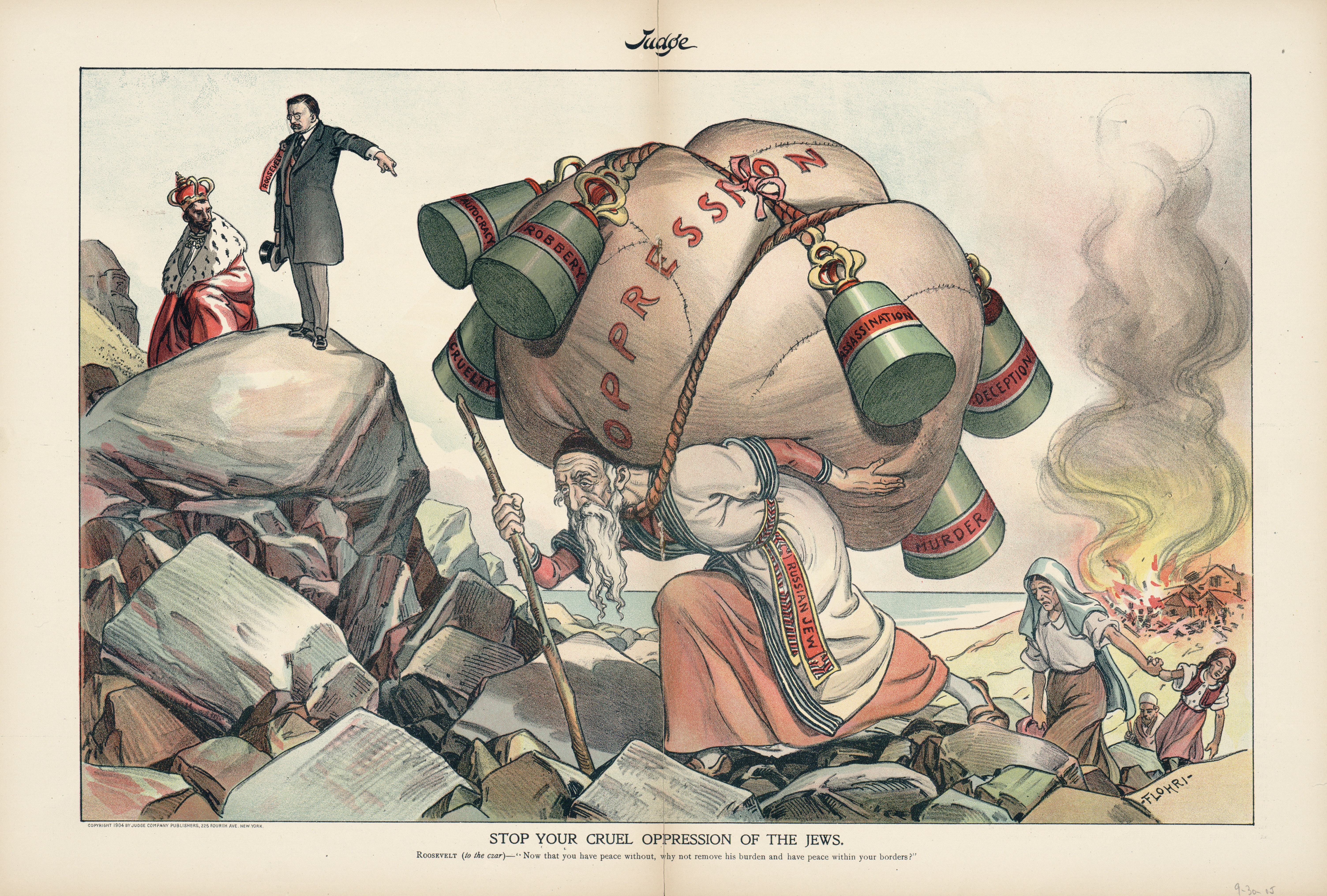
Ilustracja opresji rosyjskich Żydów w czasach caratu

Opresja społeczna (łac. oppressio – ucisk) – wykluczanie, marginalizowanie, a nawet unicestwianie danych grup społecznych głównie w celu podkreślenia wyższości opresora, uprzywilejowania go i utrzymania go u władzy.
Opresja społeczna nie potrzebuje formalnie ustanowionego wsparcia instytucjonalnego do uzyskania pożądanego efektu – może odbywać się w sposób nieformalny, na gruncie indywidualnym. Stanowi ona metodę wzmocnienia grupowej tożsamości opresora poprzez zdefiniowanie go jako lepszego, bardziej wartościowego i stojącego na wyższym poziomie od wykluczonej grupy (zob. Inny).
We współczesnej polszczyźnie słowo „opresja” oznacza trudne, ciężkie położenie, tarapaty, jednak jego dawnym znaczeniem jest właśnie ucisk społeczny.

## Opresja jako przedmiot badań naukowych
Zjawisko opresji poddawane jest analizie przez późno-nowoczesny dyskurs nauk społecznych.
Psychologowie związani z tym kierunkiem badawczym zajmują się opisywaniem mechanizmów psychicznych, które determinują postawy antyspołeczne i zachowania agresywne względem danych grup społecznych. Psychologia stereotypów i uprzedzeń pokazuje w jaki sposób jednostki uczą się stereotypów, utrwalają je i powtarzają, a także w jaki sposób usprawiedliwiają stosowaną przemoc, m.in. za pomocą zjawiska dehumanizacji. Zjawisko stereotypu połączone jest zwykle ze zjawiskiem antyspołecznych uprzedzeń, polegającym na podtrzymywaniu i reprodukcji fałszywych mniemań związanych z określonymi osobami czy grupami oraz na podstawie nienawiści, niechęci względem nich.
Socjologowie odmienności koncentrują się na opisywaniu opresji społecznej, bazując nie na indywidualnych predyspozycjach jednostek, lecz na zakodowanych kulturowo mechanizmach wykluczenia. Mogą one ulec instytucjonalizacji – stać się elementem prawa, będąc reprodukowanym przez instytucje państwowe (zob. apartheid).

## Opresja zinternalizowana
W socjologii i psychologii, opresja zinternalizowana to zjawisko, w którym dana grupa poddana opresji używa przeciwko sobie metod opresora. Przedstawiciele wykluczanej grupy utrzymują opresywne przekonania względem swojej grupy i zaczynają wierzyć w związane z nią negatywne stereotypy.
Przykładowo, zinternalizowany rasizm pojawia się wtedy, gdy przedstawiciele danej grupy rasowej uznają, że są mniej zdolni, inteligentni itp. względem innej grupy, pomimo przeczących temu wyników badań naukowych.
Każda marginalizowana grupa może ujawniać opresję zinternalizowaną.